# 와타나베 노보루
와타나베 노보루/노보리(일본어: 渡邊昇, 1838년 5월 1일 ~ 1913년 11월 10일)는 일본의 무사, 검술가, 정치인이다. 휘는 다케쓰네(武常). 히젠 오무라(현재 오무라시)번사. 작위는 자작.

## 생애

### 막말
막말 존왕양이 막부 타도 운동의 지사로 활동하였고 사카모토 료마의 의뢰로 삿초동맹을 주선했다.

### 메이지 시대
메이지 정부에서 오사카부 지사, 회계감사원장, 귀족원 의원 등을 역임했으며 근대 일본 검도의 발전에도 기여하였다.